# Steen Herschend
Steen Steensen Herschend (Copenhaguen, 12 de novembre de 1888 - Taarbæk, Lyngby-Taarbæk, Hovedstaden, 3 d'agost de 1976) va ser un regatista danès que va competir a començaments del segle xx.
El 1912 va prendre part en els Jocs Olímpics d'Estocolm, on va guanyar la medalla de plata en la categoria de 6 metres del programa de vela. Herschend navegà a bord del Nurdug II junt a Hans Meulengracht-Madsen i Sven Thomsen.